# Mainling
Mainling (en tibetano, སྨན་གླིང་རྫོང་།; wylie, sman gling rdzong; literalmente, ‘tierra de la medicina’; en chino, 米林市; pinyin, Mǐlín xiàn) es un municipio bajo la administración directa de la Prefectura Nyingchi en la Región autónoma del Tíbet, República Popular China. Su área es 9494 km² y su población total para 2010 fue más de 20 mil habitantes.

## Administración
El anterior condado Mainling se niveló a municipio en 2023 y desde entonces se divide en 8 pueblos administrados en 3 poblados, 4 villas y 1 villa étnica.